# Tvangsborg
En tvangsborg (engelsk: coercion castle eller coercive castle, fra tysk: Zwingburg var en stærkt befæstet middelalderlig borg, opført for at dominere eller undertrykke det omkringliggende område. Sådanne borge blev primært bygget i højmiddelalderen og senmiddelalderen for at sikre kontrollen over territorier i områder, hvor befolkningen ikke blev anset som fuldt loyale over for herskeren.
På grund af den dårlige infrastruktur i middelalderens Europa var opførelsen af borge en af de vigtigste måder at udøve magt på, hvilket også betød, at borganlæg var underlagt kongelige rettigheder (de såkaldte regalia). Eksempler på tvangsborge inkluderer Moritzburg i Halle, opført i slutningen af 1400-tallet, og Alte Burg i Koblenz.

## Galleri
- Moritzburg i Halle, Tyskland
- Alte Burg i Koblenz, Tyskland
- Zitadelle Petersberg i Erfurt, Tyskland
- Veste Oberhaus i Passau, Tyskland
- Forte Spagnolo i L'Aquila, Italien
- Castello di San Giusto i Trieste, Italien